# Soldjur
Soldjur (vetenskapligt namn: Heliozoa) är en klass amöbor. De flesta lever i sötvatten men vissa förekommer som havsplankton. Soldjuren är frilevande encelliga djur som är klotformade. Soldjuren har axopodier, en typ av utskott som sticker ut från deras yta likt solstrålar.  De använder axopodierna för att förflytta sig och för att fånga bytesdjur. Vissa har ett skelett som består av små nålar av kisel eller kitin. En del arter har ett skaft som de kan fästa till ett underlag.